# École biblique et archéologique française
L'École biblique et archéologique française de Jérusalem (EBAF) è un'istituzione francese di insegnamento superiore e di ricerca, fondata e diretta dall'Ordine dei frati predicatori, specializzata in archeologia ed esegesi biblica.

## Storia
La scuola fu fondata nel 1890 con il nome di Scuola pratica di studi biblici (École pratique d'études bibliques) dal frate domenicano Marie-Joseph Lagrange presso il convento domenicano adiacente alla basilica di Santo Stefano. Nel 1920 prese il nome attuale, a seguito del riconoscimento ricevuto dall'Académie des inscriptions et belles-lettres francese come "scuola archeologica nazionale francese".
In effetti, dalla sua fondazione, la scuola ha condotto ricerche sui due fronti complementari delle ricerche archeologiche in Israele e nei territori adiacenti e dell'esegesi dei testi biblici. La scuola si è distinta anche nel campo dell'epigrafia, della linguistica semitica, dell'assiriologia, dell'egittologia, della storia antica, geografia ed etnografia.
Fra i suoi membri più illustri, oltre a Lagrange, si possono citare Marie-Émile Boismard, Jean Carmignac, Raymond-Jacques Tournay, Jerome Murphy-O'Connor, Roland de Vaux e Pierre Benoît.
La scuola è abilitata al rilascio del dottorato canonico in Sacra Scrittura e pubblica il periodico Revue Biblique oltre a lavori specialistici nei suoi settori d'eccellenza, ma anche opere rivolte ad un pubblico più ampio, come la traduzione francese della Bibbia nota come Bible de Jérusalem che unisce alla qualità letteraria il rigore critico. La Bibbia di Gerusalemme è stata tradotta anche in italiano, per quanto riguarda le introduzioni, le note a fondo pagina e i rimandi a margine, mentre per il testo biblico adotta quello della Bibbia CEI, cioè la traduzione ufficiale della Conferenza Episcopale Italiana.
Stretto è il rapporto di collaborazione con lo Studium Biblicum Franciscanum di Gerusalemme, dell'Ordine dei frati minori.

## Relazioni con la Santa Sede
La scuola e il suo fondatore furono per lungo tempo considerati 'sospetti' di modernismo dalla Santa Sede. Lo stesso Lagrange, come altri studiosi che coltivarono gli studi biblici nel XIX secolo fu sospettato di essere un modernista. La scuola fu chiusa per un breve periodo.
Nel 1909 il conflitto fra i domenicani e i gesuiti produsse l'istituzione da parte di papa Pio X del Pontificio Istituto Biblico, affidato ai gesuiti. La disputa fra gesuiti e domenicani e fra le loro istituzioni bibliche si è attenuata dopo la pubblicazione dell'enciclica Divino Afflante Spiritu di papa Pio XII.